# Jules Desfontaines
Jules Auguste Desfontaines (Gavray, 25 novembre 1836 - Le Mesnil-Garnier, 15 octobre 1911) est un voyageur et médecin français.

## Biographie
Après des études de médecine et de droit, il visite la Suisse et l'Italie et, dès 1885, et ce, malgré sa mauvaise santé, décide de partir faire un tour du monde. Il arrive ainsi à Tunis en décembre 1885 et visite Kairouan, Sousse, Gabès, Gafsa, Tripoli puis Malte. Il reste tout l'été 1886 à La Goulette avant de se rendre en Égypte. 
Arrivé à Alexandrie, il gagne Le Caire et remonte le Nil jusqu’à la deuxième cataracte qu'il atteint en février 1887. Il quitte Le Caire le 22 mars et visite la Palestine et Jérusalem. Il rentre ensuite en France pour passer des vacances à Nantes. 
En juin 1887, il repart de Marseille et gagne Port Saïd où il retrouve son frère. Il embarque sur le Salazie et débarque aux Seychelles. Il passe ensuite un mois à La Réunion puis en septembre séjourne à l'île Maurice avant de partir sur le Océanien pour l'Australie. 
Il visite alors Adélaïde, Melbourne puis Sydney (5 octobre) mais à court d'argent doit trouver du travail. Il est engagé, toujours avec son frère, à Minto (en), comme ouvrier agricole dans une ferme exploitée par des immigrants français de Bordeaux, la famille Brial. 
En février 1888, Desfontaines, seul, peut enfin repartir et excursionne dans les Montagnes bleues. Il gagne Tarana, terminus du train et continue à pied jusqu’à Oberon. Il y visite les Jenolan Caves (en) puis reprend le train à Tarana pour se rendre aux cascades de Katoomba et de Wentworth. 
De retour à Sydney, il embarque le 22 avril 1888 à Newcastle et se rend à Tahiti. Il débarque ainsi à Papeete le 11 juin avec pratiquement plus de ressources. Il part alors faire le tour de l'île à pied et avec un sac à dos et revient à Papeete le 3 juillet. À cours d'argent, il y trouve de petits emplois puis entre au service comme précepteur, de la famille Tati Salmon qu'il accompagne à Papara. Après huit mois à leur côté, il repart en février 1889 pour la Nouvelle-Zélande. 
Il visite Auckland et le district de Rotorua, où il voit les sources thermales d'Ohinemutu, les geysers, le lac Taupo, le fleuve Waikato et les Huka Falls. Il gagne ensuite Wellington où il embarque sur le Tangariro pour rejoindre l'Europe par le détroit de Magellan et Rio de Janeiro. Il atteint Londres le 30 mai 1889. 
Il donne ensuite des conférences aux sociétés de géographie de Bordeaux et de Nantes puis, le Ministère de l'Instruction publique le charge en 1892 d'une mission en Amérique. Il part ainsi de Saint-Nazaire le 21 février 1892 grièvement blessé lors d'une tempête pendant le voyage.
Il débarque à La Havane le 7 mars, passe par la vallée du Yumuri dont il visite les grottes, pour atteindre Matanzas puis Key West (16 mars). Il gagne ensuite Tampa, passe à Jacksonville et s'installe à Saint Augustine. Il remonte alors l'Oklawaha.
À La Nouvelle-Orléans, il assiste à la campagne électorale puis explore le delta du Mississippi où il récolte des crustacés pour les collections du Muséum d'histoire naturelle de Paris et du musée océanographique de Monaco.
Le 25 mai, il visite San Antonio, le 27 juin San Francisco puis traverse les déserts de l'Arizona où il étudie les Indiens Yumas et les champs pétroliers de Bakersfield. Après le parc de Yosemite, il se rend à Hawaï puis rejoint New York par le Mexique, le Panama et les Antilles.

## Publications
- Autour de l'hémisphère austral, 1891
- Quarante mois de voyage avec une rente de cent francs par mois. 18 000 lieues à travers le monde, 1892
- À travers l'Amérique. Récit de voyage fait aux sociétés de géographie de Bordeaux, Saint-Nazaire et Nantes, 1893
- La Paix, 1893
- Un auxiliaire des parlements la Chambre des corporations-unies. Premier grand congrès national de tous les syndicats, 1895